# Фрэнсис, Эмиль
Эмиль Фрэнсис (англ. Emile Francis, полное имя Emile Percival Francis; 1926—2022) — канадский хоккеист, тренер и генеральный менеджер команд Национальной хоккейной лиги.
В его честь названа награда, ежегодно вручаемая команде-победителю регулярного сезона Атлантического дивизиона Американской хоккейной лиги.

## Биография
Родился 13 сентября 1926 года в городе Норт-Батлфорд канадской провинции Саскачеван. Когда Эмилю было восемь лет, умер его отец и воспитанием мальчика занималась его мать. Один из дядей в юношеские годы научил его играть в хоккей. В 16 лет Фрэнсис поступил на службу в канадские вооруженные силы, где учился в школу унтер-офицеров с возможностью поступить в Королевский военный колледж Канады в Кингстоне, провинция Онтарио. Но когда началась Вторая мировая война, он решил оставить карьеру военного и отправился Мус-Джо, Саскачеван, решив вернуться в хоккей.
Свою профессиональную карьеру хоккеиста начал в сезоне 1943/44 годах в клубе «Philadelphia Rockets» Восточной хоккейной лиги. В сезоне 1945/46 он выступал за команду «Moose Jaw Canucks» в лиге Saskatchewan Junior Hockey League. Именно тогда один спортивный обозреватель назвал его «быстрым, как кошка», что стало прозвищем Эмиля Фрэнсиса. Осенью 1946 года он получил приглашение принять участие в тренировочном лагере команды «Чикаго Блэкхокс», и в середине сезона 1946/47 Фрэнсис был призван выступать в Национальной хоккейной лиге за «Чикаго Блэкхокс».
В октябре 1948 года Фрэнсис вместе с Алексом Калетой был продан «Нью-Йорк Рейнджерс» в обмен на Джима Генри. В течение следующих четырёх лет он выступал за этот клуб, играя в основном в Американской хоккейной лиге. Затем он выступал в Западной хоккейной лиге, выступая за «Ванкувер Кэнакс», «Саскатун Квакерс» и «Сиэтл Американс» и окончил свою карьеру хоккеиста в конце сезона 1959/60.
После этого Эмиль Фрэнсис начал тренерскую карьеру. В 1960 году его попросили тренировать «Moose Jaw Canucks», но он отклонил это предложение. Фрэнсис работал с командой Guelph Royals Хоккейной ассоциации Онтарио. Два года спустя он был вызван в «Нью-Йорк Рейнджерс», где стал помощником генерального менеджера, в 1964 году занял пост генерального менеджера, а через год занял и тренерскую должность. Не достигнув серьёзных результатов, Фрэнсис был уволен и в январе 1976 года присоединился к «Сент-Луис Блюз» в качестве генерального менеджера и исполнительного вице-президента. В 1983 году Фрэнсис перешёл в «Хартфорд Уэйлерс», где занимал должность генерального менеджера до 1988 года и президента команды с 1988 по 1993 год.
Выйдя на пенсию, Фрэнсис поддерживал юношеский хоккей в Нью-Йорке и Сент-Луисе. Он был введен в Зал хоккейной славы в 1982 году. В том же году он был награждён призом Лестера Патрика в знак признания его вклада в хоккей в Соединенных Штатах. Позже, в 2015 году, он получил международную премию Уэйна Гретцки.
Эмиль Фрэнсис умер 19 февраля 2022 года. Он был женат на Эмме Фрэнсис до её смерти в 2020 году. У них было двое сыновей: Бобби и Рик.